# Мия-сан, Мия-сан

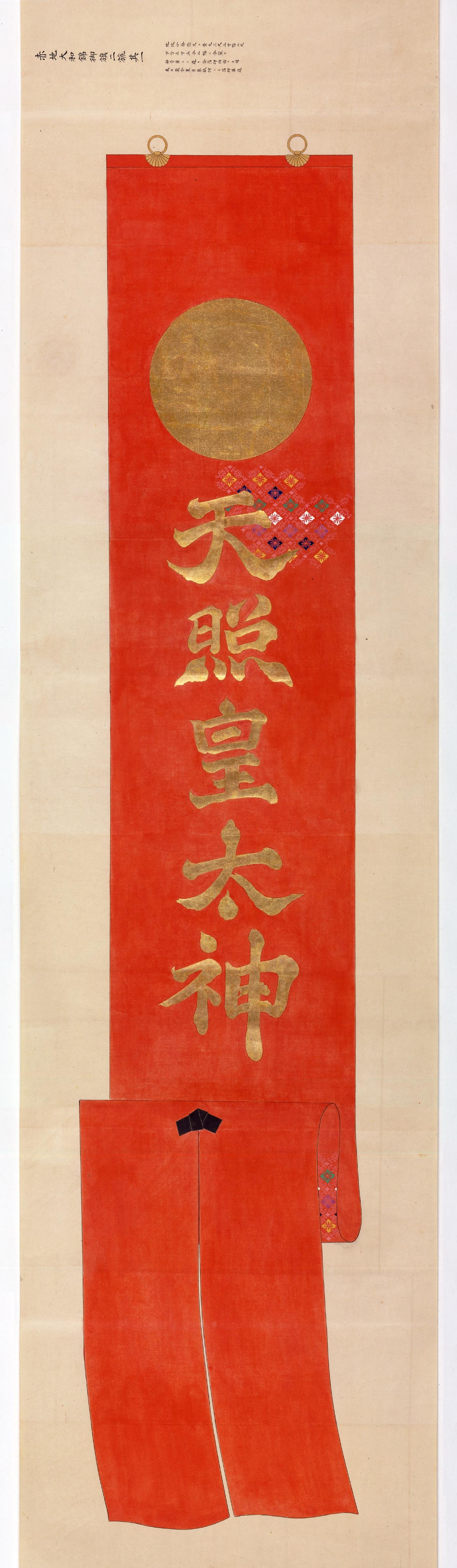
Парчовое знамя (нисики но ми-хата) — флаг императорской правительственной армии, о котором поётся в песне

Мия-сан, Мия-сан (яп. 宮さん宮さん, みやさんみやさん, «Господин Принц, господин Принц») — японская популярная военная песня 1868 года, созданная в начале периода Мэйдзи. Старейший японский военный марш европейского типа.

## История
Появление песни «Мия-сан, Мия-сан» тесно связано с историческими событиями, которые имели место в Японии в 1860-х годах.
К середине XIX века страна переживала глубокий политический и социально-экономический кризис. Ряд неурожайных лет и голод подорвали натуральную экономику Японии и вызвали волнения в городах и сёлах. Страну лихорадило от страха перед колонизацией государствами Запада и Россией, которые все чаще нарушали японский суверенитет. Центральное правительство, сёгунат Токугава, был неспособен решить проблемы федерального устройства Японии, отсутствия современного войска и не имел плана выхода из сложившейся ситуации.
Тотальный кризис японского традиционного общества и бессилие власти породили антиправительственные настроения. Их выразителями стали юго-западные княжества Сацума, Тёсю, Тоса и Хидзэн. Они объединились в союз, который ставил целью ликвидацию сёгуната, установление прямого Императорского правления, унитаризацию и модернизацию Японии.
В 1867 году последний сёгун Токугава Ёсинобу вернул все рычаги власти Императорскому двору и тем самым ликвидировал сёгунат. Состоялась реставрация прямого монаршего правления и создания нового всеяпонского правительства, куда вошли представители западнояпонских земель. Сторонники старого сёгунского режима выступили против таких изменений и развязали гражданскую войну Босин.
Против мятежников выступила правительственная армия. Она состояла из войск Сацумы, Тёсю, Тосы, Хидзэна и др. Её возглавлял принц Арисугава Тарухито. В январе 1868 года императорская армия разбила неприятеля в битве при Тоба — Фусими, а в марте-апреле того же года заняла его главный оплот — город Эдо.
Песня «Мия-сан, Мия-сан» была походным маршем этой правительственной армии. В те времена её знали под именем «Тон-ярэ» или «Токотон-ярэ», по словам припева. По тогдашним свидетельствам, солдаты пели эту песню в сопровождении оркестра из флейт и барабанов в марте 1868 года, когда подходили к Эдо.
Слова «Мия-сан, Мия-сан» написал Синагава Ядзиро (1843—1900), выходец из княжества Тёсю и участник гражданской войны. После её завершения он занимал должность Министра внутренних дел Японии и был членом Тайного совета при Императоре.
Музыку к песне сочинил Омура Масудзиро (1825—1869), также выходец из княжества Тёсю и один из командиров его воинских частей. Он был известным медиком и стратегом. Омура занимал должность председателя Военного министерства страны в первые годы реставрации Мэйдзи. Его считают основателем имперской армии Японии.
В песне «Мия-сан, Мия-сан» упоминается принц Арисугава Тарухито, битва при Тоба — Фусими и поход правительственных войск на восток Японии.
В 1885 году песня вошла в японскую оперу «Микадо», которая была поставлена в Лондоне. По оценке японского композитора и музыкального критика Кэйдзо Хориути (1897—1983) «Мия-сан, Мия-сан» была самым популярным музыкальным произведением в Японии второй половины 19 века и стала первой японской песней, которая была широко известна за границей.
На протяжении 20 века «Мия-сан, Мия-сан» оставалась любимым произведением нескольких поколений японцев.

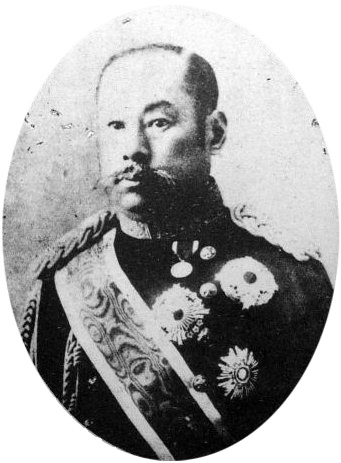
Арисугава Тарухито
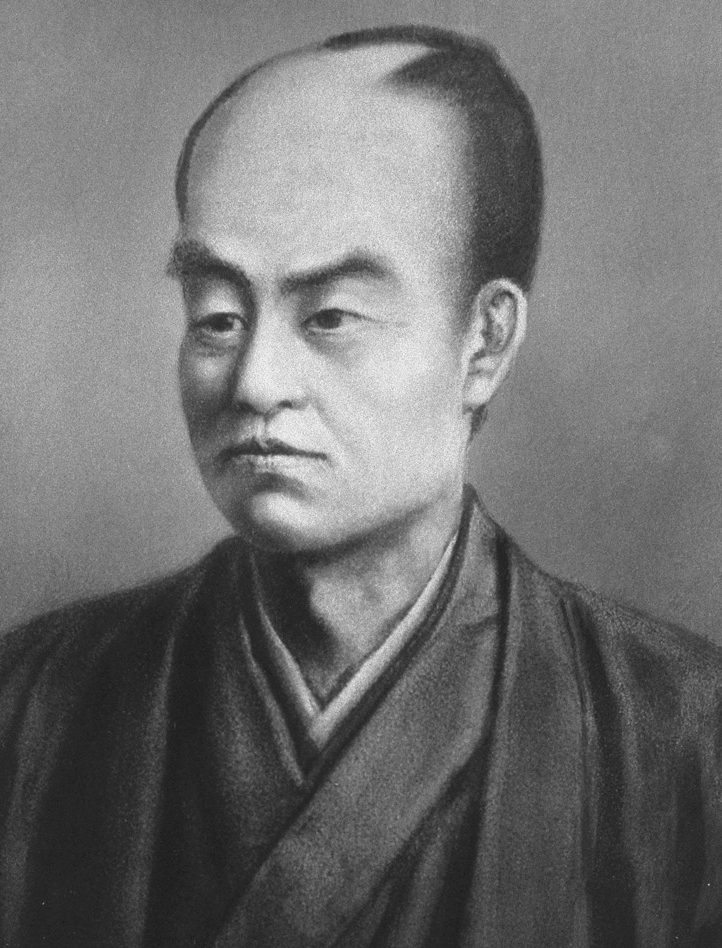
Омура Масудзиро
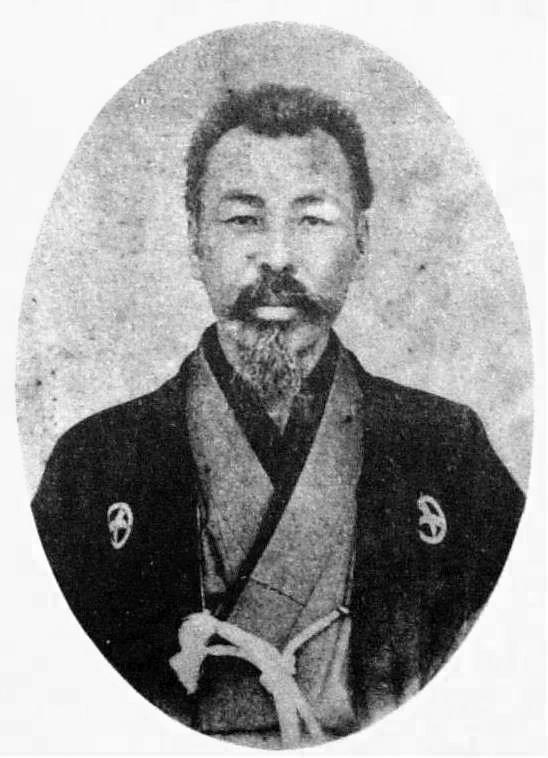
Синагава Ядзиро

## Слова
«Мия-сан, Мия-сан» изначально имела лишь 2 куплета, но на время захвата города Эдо уже насчитывала 4. Впоследствии она выросла до 6 куплетов. Иногда из песни выбрасывались 3-й и 6-й куплеты. Западнояпонские диалектизмы в ней со временем были заменены стандартным японским языком. Существовали также модификации этой песни на мирную тематику.
| № | Японский | Транслитерация | Русский |
| - | --- | --- | --- |
| 1 | 宮さん宮さんお馬の前に ひらひらするのは何じゃいな トコトンヤレ トンヤレナ あれは朝敵征伐せよとの 錦の御旗じゃ知らないか トコトンヤレ トンヤレナ | Мия-сан, Мия-сан о-ума но маэ ни Хира-хира суру но ва нан дзяй на? Токотон-ярэ тон-ярэ на! Арэ ва тё: теки сэйбацу сэё то но Нисики но ми-хата дзя сиранай ка? Токотон-ярэ тон-ярэ на! | - Господин Принц, господин Принц, Что же это развевается перед вашим конём? Токотон-ярэ тон-ярэ на! — Разве не знаешь, что это знамя парчовое, чтобы наказывать врагов Трона? Токотон-ярэ тон-ярэ на! |
| 2 | 一天万乗の 一天万乗の 帝王に手向かいする奴を トコトンヤレ トンヤレナ ねらい外さず ねらい外さず どんどん打ち出す薩長土 トコトンヤレ トンヤレナ   | Иттэн бандзё: но, иттэн бандзё: но Микадо ни тэмукай-суру яцу о Токотон-ярэ тон-ярэ на! Нэрай хадзусадзу, нэрай хадзусадзу, Дон-дон утидасу Са-Ттё:-До Токотон-ярэ тон-ярэ на!         | Мерзавцев, непокорных Императору Всемогущему, всемогущему Токотон-ярэ тон-ярэ на! Постреляют Сацума, Тёсю и Тоса, Не промахнувшись, не промахнувшись! Токотон-ярэ тон-ярэ на!                         |
| 3 | 伏見 鳥羽 淀 橋本 葛葉の戦は トコトンヤレ トンヤレナ 薩長土肥の 薩長土肥の 合うたる手際じゃないかいな トコトンヤレ トンヤレナ                   | Фусими, Тоба, Ёдо, Хасимото, Кудзуха но татакай ва Токотон-ярэ тон-ярэ на! Са-Ттё:-До-Хи но, Са-Ттё:-До-Хи но Аитару тэгива дзя най кай на? Токотон-ярэ тон-ярэ на!                    | Ведь сражения при Фусими, Тоба, Ёдо, Хасимото и Кудзухе Токотон-ярэ тон-ярэ на! Доказали немалую сноровку Сацумы, Тёсю, Тосы и Хидзэна! Токотон-ярэ тон-ярэ на!                                       |
| 4 | 音に聞こえし 関東武士 どっちへ逃げたと問うたれば トコトンヤレ トンヤレナ 城も気概も 城も気概も 捨てて東へ逃げたげな トコトンヤレ トンヤレナ     | Ото ни кикоэси Канто: самурай Дотти э нигэта то то: тарэба Токотон-ярэ тон-ярэ на! Сиро мо кигай мо, сиро мо кигай мо, Сутэтэ Адзума э нигэта гэ на! Токотон-ярэ тон-ярэ на!           | Когда же спросят: «Куда бежали славные самураи Канто?» Токотон-ярэ тон-ярэ на! Скажем: «Бежали на восток, бросив И замки, и воодушевление, и замки, и воодушевление!» Токотон-ярэ тон-ярэ на!         |
| 5 | 国を追うのも 人を殺すも 誰も本意じゃないけれど トコトンヤレ トンヤレナ 薩長士肥の 薩長土肥の 先手に手向いする故に トコトンヤレ トンヤレナ       | Куни о оу но мо, хито о коросу мо Дарэ мо хонъи дзя най кэрэдо Токотон-ярэ тон-ярэ на! Са-Ттё:-До-Хи но, Са-Ттё:-До-Хи но Сакитэ ни тэмукай-суру юэ ни Токотон-ярэ тон-ярэ на!         | Никому на самом деле не хочется выгонять из страны и убивать людей. Токотон-ярэ тон-ярэ на! Но они сопротивляются силам Сацумы, Тёсю, Тосы и Хидзэна! Токотон-ярэ тон-ярэ на!                         |
| 6 | 雨の降るよな 雨の降るよな 鉄砲の玉の来る中に トコトンヤレ トンヤレナ 命惜しまず魁するのも 皆御主の為故じゃ トコトンヤレ トンヤレナ              | Амэ но фуру ё на, амэ но фуру ё на, Тэппо: но тама но куру нака ни Токотон-ярэ тон-ярэ на! Иноти осимадзу, сакигакэ-суру но мо, Минна о-сю но тамэ юэ дзя! Токотон-ярэ тон-ярэ на!     | Льёт дождь, льёт дождь! Среди пуль летящих Токотон-ярэ тон-ярэ на! Идём вперед, не жалея жизни, За нашего Государя, Императора! Токотон-ярэ тон-ярэ на!                                               |

В 1873 году под влиянием вестернизации Японии появилась развлекательная модификация «Мия-сан, Мия-сан», что воспевала девушку-модницу тех времён.
| № | Японский | Транслитерация | Русский |
| - | --- | --- | --- |
| 1 | 姉さん姉さん お前の頭に ぐるぐる巻いたは何じゃいな トコトンヤレ トンヤレナ あれは流行はしりの束髪 イギリス結びを知らないか トコトンヤレ トンヤレナ | Нэ:-сан, нэ:-сан, о-маэ но атама ни Гуру-гуру майта но ва нан дзяй на? Токотон-ярэ тон-ярэ на! Арэ ва рю: ко:-хасири но сокухацу Игирису-мусуби о сиранай ка? Токотон-ярэ тон-ярэ на! | - Барышня, барышня, Что же это закручено у вас на голове? Токотон-ярэ тон-ярэ на! — Разве не знаешь, это модная прическа, куафюра по-английски? Токотон-ярэ тон-ярэ на! |